# دافيت هاروتيونيان
دافيت هاروتيونيان(ترجم أيضاً باسم ديفيد) (الأرمينية: Դավիթ Էդոնիսի Հարությունյան؛ من مواليد 5 مارس 1963 في يريفان) [1] هو سياسي أرمني شغل منصب نائب وزير العدل من 1997 إلى 1998، وزيراً للعدل منذ عام 1998. حتى عام 2007.انتخب لأول مرة في البرلمان الأرمني في عام 1995.
في عام 2006، صنفته مجلة فوربس في المرتبة العاشرة كأغنى شخص في أرمينيا.